# Villeneuve-d'Ascq
Villeneuve-d'Ascq er en by i Frankrig. Byen har 65.000 indbyggere. I byen ligger et af verdens førende tekniske universiteter Universitet Lille I.
Byen huser det berømte kunstmuseum Lille Métropole Musée d'art moderne, d'art contemporain et d'art brut.